# El Zapatero, Jalisco
El Zapatero är en ort i Mexiko.   Den ligger i kommunen Mazamitla och delstaten Jalisco, i den centrala delen av landet, 400 km väster om huvudstaden Mexico City. El Zapatero ligger 1 704 meter över havet och antalet invånare är 236.
Terrängen runt El Zapatero är lite bergig. Runt El Zapatero är det ganska glesbefolkat, med 31 invånare per kvadratkilometer. Närmaste större samhälle är Mazamitla, 7,9 km nordost om El Zapatero. I omgivningarna runt El Zapatero växer huvudsakligen savannskog.